# Liste der Bodendenkmäler in Saldenburg
Auf dieser Seite sind die Bodendenkmäler in der niederbayerischen Gemeinde Saldenburg zusammengestellt. Diese Tabelle ist eine Teilliste der Liste der Bodendenkmäler in Bayern. Grundlage ist die Bayerische Denkmalliste, die auf Basis des Bayerischen Denkmalschutzgesetzes vom 1. Oktober 1973 erstmals erstellt wurde und seither durch das Bayerische Landesamt für Denkmalpflege geführt wird. Die folgenden Angaben ersetzen nicht die rechtsverbindliche Auskunft der Denkmalschutzbehörde.

## Bodendenkmäler der Gemeinde Saldenburg

### Bodendenkmäler in der Gemarkung Lembach
| Lage               | Objekt | Akten-Nr.     | Bild |
| ------------------ | --- | ------------- | ---- |
| Lembach (Standort) | Untertägige Befunde im Bereich des mittelalterlichen Burgstalls und des abgegangenen neuzeitlichen Hofmarkschlosses Dießenstein.                                                                                     | D-2-7246-0015 |      |
| Lembach (Standort) | Mittelalterlicher oder frühneuzeitlicher Wassergraben. | D-2-7246-0016 |      |
| Lembach (Standort) | Spätmittelalterlich-neuzeitlicher Erdstall. | D-2-7246-0018 |      |
| Lembach (Standort) | Spätmittelalterlich-neuzeitlicher Erdstall. | D-2-7246-0140 |      |
| Lembach (Standort) | Untertägige Befunde des Mittelalters und der frühen Neuzeit im Bereich der Katholischen Pfarrkirche St. Brigida in Preying mit zugehörigem Friedhof, darunter die Spuren von Vorgängerbauten bzw. älteren Bauphasen. | D-2-7246-0143 |      |
| Lembach (Standort) | Untertägige Befunde des Mittelalters und der frühen Neuzeit im Bereich von zwei abgegangenen Höfen des Altortes von Spitzingerreuth.                                                                                 | D-2-7246-0146 |      |

### Bodendenkmäler in der Gemarkung Saldenburg
| Lage                  | Objekt | Akten-Nr.     | Bild |
| --------------------- | --- | ------------- | ---- |
| Saldenburg (Standort) | Mittelalterliche Dorfwüstung Miesberg. | D-2-7146-0098 |      |
| Saldenburg (Standort) | Frühneuzeitliche Dorfwüstung Sommerau. | D-2-7245-0078 |      |
| Saldenburg (Standort) | Untertägige Befunde des Mittelalters und der frühen Neuzeit im Bereich der zu großen Teilen abgegangenen Burg Saldenburg.                                                                             | D-2-7246-0020 |      |
| Saldenburg (Standort) | Mittelalterlicher Burgstall. | D-2-7246-0021 |      |
| Saldenburg (Standort) | Spätmittelalterlich-neuzeitlicher Erdstall. | D-2-7246-0022 |      |
| Saldenburg (Standort) | Station des Mittel- bis Jungpaläolithikums. | D-2-7246-0023 |      |
| Saldenburg (Standort) | Untertägige Befunde des Mittelalters und der frühen Neuzeit im Bereich des abgegangenen Hofes in Hals.                                                                                                | D-2-7246-0127 |      |
| Saldenburg (Standort) | Untertägige Befunde des Mittelalters und der frühen Neuzeit im Bereich der Katholischen Wallfahrtskapelle Mariä Namen (Mariä Bründl), darunter die Spuren von Vorgängerbauten bzw. älteren Bauphasen. | D-2-7246-0134 |      |
| Saldenburg (Standort) | Mittelalterliche Hofwüstung Dangersreith (Dankesreith). | D-2-7246-0135 |      |
| Saldenburg (Standort) | Mittelalterliche Hofwüstung Sempering (Sumpering). | D-2-7246-0136 |      |
| Saldenburg (Standort) | Mittelalterliche Hofwüstung Anzenhof. | D-2-7246-0137 |      |
| Saldenburg (Standort) | Neuzeitlicher Pechofen. | D-2-7246-0139 |      |
| Saldenburg (Standort) | Spätmittelalterlich-neuzeitlicher Erdstall. | D-2-7246-0141 |      |
| Saldenburg (Standort) | Spätmittelalterlich-neuzeitlicher Erdstall. | D-2-7246-0145 |      |
| Saldenburg (Standort) | Mittelalterlich-frühneuzeitlicher Erdstall. | D-2-7246-0158 |      |